# Liste von Sakralbauten im Landkreis Diepholz
Die Liste von Sakralbauten im Landkreis Diepholz nennt vorhandene und abgegangene Sakralbauten verschiedener Religionsgemeinschaften im Landkreis Diepholz ohne Anspruch auf Vollständigkeit. Der Landkreis besteht aus acht Einheitsgemeinden und sieben Samtgemeinden mit jeweils zwischen vier bis sieben Gemeinden und Flecken.

## Liste

### Evangelisch-lutherische Kirche
Zum Kirchenkreis Syke-Hoya zählen:
| Kirche                                   | Ort                     | Bemerkungen | Bild |
| ---------------------------------------- | ----------------------- | ----------- | ---- |
| St. Marcellus                            | Asendorf                |             |      |
| St. Bartholomäus                         | Syke-Barrien            |             |      |
| Stiftskirche Bassum                      | Bassum                  |             |      |
| Dreifaltigkeitskirche                    | Bassum                  |             |      |
| Zum Heiligen Kreuz                       | Stuhr-Brinkum           |             |      |
| Michaels-Kirche                          | Heiligenfelde           |             |      |
| Pfarrkirche Heiligenloh                  | Twistringen-Heiligenloh |             |      |
| Klosterkirche St. Marien in Heiligenrode | Stuhr-Heiligenrode      |             |      |
| Catharinen-Kirche                        | Martfeld                |             |      |
| Marienkirche                             | Weyhe-Leeste            |             |      |
| Kirche zu Nordwohlde                     | Bassum-Nordwohlde       | Nordwohlde  |      |
| Zum Guten Hirten                         | Schwarme                |             |      |
| Martin-Luther-Kirche                     | Stuhr-Seckenhausen      |             |      |
| Kirche Sudwalde                          | Sudwalde                |             |      |
| Christuskirche                           | Syke                    |             |      |
| Martin-Luther-Kirche                     | Twistringen             |             |      |
| Felicianuskirche                         | Weyhe-Kirchweyhe        |             |      |

Folgende Kirchen zählen zum Kirchenkreis Grafschaft Diepholz:
| Kirche                     | Ort                          | Bemerkungen | Bild                                     |
| -------------------------- | ---------------------------- | ----------- | ---------------------------------------- |
| Heilig-Kreuz-Kirche        | Barenburg                    |             | Heilig-Kreuz-Kirche in Barenburg         |
| St. Veit                   | Barnstorf                    |             | St. Veit in Barnstorf                    |
| Kirche Barver              | Barver                       |             |                                          |
| Kirche St.Nicolai          | Borstel (Landkreis Diepholz) |             |                                          |
| Kirche Brockum             | Brockum                      |             | Kirche in Brockum                        |
| St. Marien (Burlage)       | Hüde-Burlage                 |             |                                          |
| St. Michaelis              | Diepholz                     |             |                                          |
| St. Nicolai                | Diepholz                     |             |                                          |
| Moorkirche                 | Freistatt                    |             |                                          |
| St. Jacobi                 | Drebber-Jacobidrebber        |             |                                          |
| St. Nikolai                | Kirchdorf                    |             |                                          |
| Martin-Luther-Kirche       | Lemförde                     |             |                                          |
| St. Marien                 | Drebber-Mariendrebber        |             |                                          |
| Zum Guten Hirten           | Rehden                       |             | 200                                      |
| Johannes-der-Täufer-Kirche | Mellinghausen                |             |                                          |
| Kreuzkirche                | Diepholz-Sankt Hülfe         |             | Kreuzkirche in Sankt Hülfe               |
| St. Nicolai                | Ehrenburg-Schmalförden       |             |                                          |
| St. Katharinen             | Neuenkirchen                 |             |                                          |
| Kirche zu Schwaförden      | Schwaförden                  |             |                                          |
| Kirche zu Scholen          | Scholen                      |             |                                          |
| Kirche Ströhen             | Wagenfeld-Ströhen            |             |                                          |
| St. Nicolai                | Sulingen                     |             | Evangelische St. Nicolai-Kirche Sulingen |
| St. Marien                 | Varrel                       |             |                                          |
| St. Antonius               | Wagenfeld                    |             |                                          |
| Johannes-Kirche            | Wetschen                     |             |                                          |

### Römisch-katholische Kirche
Zum Dekanat Twistringen zählen:
| Name                           | Ort                       | Bemerkungen | Bild                                              |
| ------------------------------ | ------------------------- | ----------- | ------------------------------------------------- |
| Christus König                 | Diepholz                  |             |                                                   |
| St. Barbara                    | Diepholz                  |             | St. Barbara in Barnstorf                          |
| Mariä Heimsuchung              | Sulingen                  |             | Mariä Heimsuchung in Sulingen                     |
| St. Paulus                     | Syke                      |             | St. Paulus in Syke                                |
| Heilig-Geist-Kirche            | Stuhr-Brinkum             |             |                                                   |
| Heilige Familie                | Weyhe                     |             |                                                   |
| Maria, Königin des Friedens    | Bruchhausen-Vilsen        |             | Maria, Königin des Friedens in Bruchhausen-Vilsen |
| St. Anna                       | Twistringen               |             | St. Anna in Twistringen                           |
| St. Ansgar                     | Bassum                    |             |                                                   |
| Unbefleckte Empfängnis Mariens | Twistringen-Altenmarhorst |             | Unbefleckte Empfängnis Mariens in Altenmarhorst   |

### Neuapostolische Kirche
| Name                            | Ort      | Bemerkungen | Bild |
| ------------------------------- | -------- | ----------- | ---- |
| Neuapostolische Kirche Diepholz | Diepholz | [ 1 ]       |      |

### Judentum
Im Landkreis Diepholz gab es eine Reihe von Beträumen und Synagogen.
| Name                 | Ort         | Bemerkungen | Bild |
| -------------------- | ----------- | --- | ---- |
| Synagoge Bassum      | Bassum      | Das 1826 gebaute Bethaus ("Synagoge") zwischen Kirch- und Meyerkampstraße wurde in den 1920er-Jahren abgerissen. |      |
| Synagoge Diepholz    | Diepholz    | Die Synagoge stand an der Mühlenstraße 5. 1835 erbaut. Am 10. November 1938 durch die SA zerstört und 1946 auf Kosten der Täter wieder hergerichtet. 1960 abgerissen. Zum Synagogenbezirk Diepholz zählten neben Diepholz auch die Orte Barnstorf, Cornau und Drebber, später auch Goldenstedt und Heiligenloh. |      |
| Synagoge Sulingen    | Sulingen    | Genutzt ab 1841. 1938 wurde das Gebäude an den Bäckermeister Heinrich Kriete verkauft. 1993 wurde es abgerissen. |      |
| Synagoge Syke        | Syke        | Standort an der Gesseler Straße 9. 1977 abgerissen. |      |
| Synagoge Twistringen | Twistringen | [ 8 ] [ 9 ] |      |
| Synagoge Wagenfeld   | Wagenfeld   | [ 10 ] |      |